# エンソ・トロセーロ
- エンソ・トロッセーロ

エンソ・トロセーロ（Enzo Héctor Trossero, 1953年5月23日 - )は、アルゼンチン・サンタフェ州出身の元サッカー選手で指導者。現役時代のポジションはDF。

## 経歴
1977年にアルゼンチン代表デビュー、1978年ワールドカップを戦う代表選手候補40人に入っていたが、大会メンバーからは外れた。ワールドカップスペイン大会では代表入りを果たしたが出場機会を与えられなかった。
CAインデペンディエンテに約10年間在籍、キャプテンを務め、1984年にはコパ・リベルタドーレスで優勝、同年のインターコンチネンタルカップでのリヴァプールFCとの対戦にも出場、優勝した。1979年から1981年にかけては、レンタルでフランスのFCナントでもプレーした。
引退後の1987年にアルゼンチンU-20代表のアシスタントコーチを皮切りに、インデペンディエンテ、CAウラカン、FCシオン、スイス代表、アル・イテハド、アル・シャバブ・リヤドなどを率いた。

## タイトル
CAインデペンディエンテ
- コパ・リベルタドーレス : 1984
- インターコンチネンタルカップ : 1984
- プリメーラ・ディビシオン： 1983

ナント
- リーグ・アン : 1980